# John Perrin
John Gordon Perrin (ur. 17 sierpnia 1989 w Creston) – kanadyjski siatkarz, grający na pozycji przyjmującego, reprezentant Kanady.
Jego młodsza siostra Alicia, również jest siatkarką.

## Sukcesy klubowe
Liga turecka:
- 2013, 2015[7], 2024[8]
- 2012

Liga chińska:
- 2018

Puchar Challenge:
- 2019

Klubowe Mistrzostwa Świata:
- 2019

Puchar Brazylii:
- 2020

Klubowe Mistrzostwa Ameryki Południowej:
- 2020

Klubowe Mistrzostwa Azji:
- 2022[9]

Puchar Turcji:
- 2024[10]

Puchar Ligi Greckiej:
- 2024[11]

Superpuchar Grecji:
- 2025[12]

Puchar Grecji:
- 2025[13]

Liga grecka:
- 2025[14]

## Sukcesy reprezentacyjne
Puchar Panamerykański:
- 2011

Mistrzostwa Ameryki Północnej, Środkowej i Karaibów:
- 2015
- 2013[15]
- 2011, 2017, 2019

Igrzyska Panamerykańskie:
- 2015

Liga Światowa:
- 2017

## Nagrody indywidualne
- 2015: Najlepszy przyjmujący Mistrzostw Ameryki Północnej
- 2025: MVP finału Pucharu Grecji[16]